# Haplogonomorpha gogalai
Haplogonomorpha gogalai är en mångfotingart som beskrevs av Mrsic 1996. Haplogonomorpha gogalai ingår i släktet Haplogonomorpha och familjen orangeridubbelfotingar. Inga underarter finns listade i Catalogue of Life.